# Gun (группа)
Gun — шотландская рок-группа, образованная в 1987 году братьями Джулиано и Данте Гицци. Не путать с одноимённой английской группой, выступавшей с 1967 по 1971 год.

## История
Группа Gun была основана в 1987 году братьями Джулиано Гицци (гитара) и Данте Гицци (бас), привлекшими к участию в своём проекте вокалиста Марка Рэнкина, ударника Скотта Шилдса и второго гитариста Бейби Стаффорда. В 1989 году они подписали контракт с звукозаписывающей компанией A&M Records и выпустили дебютный альбом Taking on the World, композиция с которого Better Days добралась до топ-40 британского хит-парада. В том же году Gun отправились на гастроли в США, а в 1990 году выступали на разогреве у The Rolling Stones в ходе их европейского турне.
В 1992 году группа записала второй альбом Gallus и выпустила пользовавшийся умеренным успехом сингл Steal Your Fire. Два года спустя, в 1994 году, увидел свет их третий и самый успешный альбом Swagger. Записанная на нём кавер-версия хита американской группы Cameo Word Up! вошла в горячую десятку британского хит-парада и хит-парады ряда других стран.
После этого Gun исчезли из вида на три года и вернулись в 1997 году под слегка изменённым названием — G.U.N. Их новый альбом 0141 632 6326, продюсером которого стал клавишник группы INXS Эндрю Фаррис, обозначил тенденцию к «смягчению» звука и переориентации на более коммерческое звучание. Тем не менее, он получился коммерчески неуспешным и в том же году было объявлено о роспуске группы.
Год спустя музыканты снова собрались вместе и дали несколько концертов, после чего группа окончательно распалась. В настоящее время все её члены в том или ином качестве продолжают музыкальную карьеру.

## Состав
- Джулиано Гицци — гитара
- Данте Гицци — бас
- Марк Рэнкин — вокал
- Скотт Шилдс — ударные (1987—1994)
- Бейби Стаффорд — гитара (1987—1988)
- Алекс Диксон — гитара (1988—1994)
- Марк Керр — ударные (1994—1997)
- Стюарт Керр — ударные (с 1997)

## Дискография
- Taking on the World (1989)
- Gallus (1992)
- Swagger (1994)
- 0141 632 6326 (1997)
- The Collection (2003) (сборник)
- The River Sessions (2005) (концертный)